# Euagrus garnicus
Espèce
Euagrus garnicus est une espèce d'araignées mygalomorphes de la famille des Euagridae.

## Distribution
Cette espèce est endémique du Michoacán au Mexique,. Elle se rencontre vers le col de Garnica.

## Description
La carapace du mâle holotype mesure 4,2 mm de long sur 3,5 mm.

## Publication originale
- Coyle, 1988 : A revision of the American funnel-web mygalomorph spider genus Euagrus (Araneae, Dipluridae). Bulletin of the American Museum of Natural History, no 187, p. 203-292 (texte intégral).